# José Luis Escrivá Belmonte
José Luis Escrivá Belmonte (Albacete, 5 de desembre de 1960) és un economista, auditor fiscal i polític espanyol, Governador del Banc d'Espanya des de setembre de 2024. Abans, entre 2020 i 2023 fou Ministre d'Inclusió, Seguretat Social i Migracions i entre 2023 i 2024 Ministre de Transformació Digital.
Economista expert en anàlisi econòmica i en econometria, va ser president de l'Autoritat Independent de Responsabilitat Fiscal (AIReF) entre 2014 i 2020. També ha exercit la presidència de la Xarxa d'Institucions Fiscals Independents de la Unió Europea entre 2015 i 2019.
També en l'àmbit econòmic, ha sigut cap de la Divisió de Política monetària de el Banc Central Europeu entre 1999 i 2004 i director per a les Amèriques de el Banc de Pagaments Internacionals entre 2012 i 2014.
L'any 2020, el socialista Pedro Sánchez el va escollir per ser ministre d'Inclusió, Seguretat Social i Migracions, càrrec que va exercir fins al novembre del 2023. Durant aquest període va liderar el projecte de creació de l'ingrés mínim vital. Posteriorment, al tercer Govern del socialista, va exercir com a ministre per a la Transformació Digital i de la Funció Pública fins al seu nomenament com a governador del Banc d'Espanya.

## Trajectòria

### Formació i inicis
Va néixer a Albacete el 5 de desembre de 1960. Fill del traumatòleg Joaquín Escrivá Reig, president de l'Albacete Balompié entre 1953 i 1955. És nebot segon de Carlos Belmonte, arquitecte i alcalde d'Albacete entre 1956 i 1960, que va donar nom a l'estadi principal de la capital manxega, i cosí segon de Carmina Belmonte, que el 1991 es va convertir en la primera dona espanyola a assolir l'alcaldia d'una capital en unes eleccions. Està casat i té dos fills.
Va ser educat al col·legi públic San Fernando d'Albacete. Amb 18 anys es va traslladar a Madrid per estudiar Ciències Econòmiques a la Universitat Complutense de Madrid (UCM), obtenint la llicenciatura amb premi extraordinari. Va completar els estudis de postgrau en Anàlisi Econòmica a la Universitat Complutense de Madrid i en econometria al Banc d'Espanya.
Va iniciar la seva trajectòria al Banc d'Espanya, on va exercir diferents llocs al Servei d'Estudis, i va continuar posteriorment a Europa, on va participar activament en el procés d'integració monetària des del 1993 com a assessor de l'Institut Monetari Europeu.
Amb la creació de la Unió Monetària va ser nomenat cap de la Divisió de Política Monetària del Banc Central Europeu a Frankfurt des del 1999 fins al 2004. Entre el 2004 i el 2012 va treballar al Grup BBVA, primer com a economista en cap i director del Servei d'Estudis i, a partir del 2010, com a director gerent de l'Àrea de Finances Públiques. Entre el 2012 i el 2014 va ser director per a Amèrica del Banc de Pagaments Internacionals de Basilea.

### President de l'Airef
El febrer del 2014 va ser nomenat el primer president de l'Autoritat Independent de Responsabilitat Fiscal (AIReF), òrgan creat pel Govern d'Espanya presidit per Mariano Rajoy a instàncies de la Unió Europea per a la fiscalització dels comptes públics, el qual va presidir fins al gener de 2020, quan passar a ser presidida per Cristina Herrero Sánchez.
A més, el novembre de 2015 va passar a exercir la presidència de la Xarxa d'Institucions Fiscals Independents de la Unió Europea (EUIFIS) amb seu a Bratislava des de la seva creació el 2015. Va ser reescollit pel càrrec el 2017, i al finalitzar el seu mandat el novembre del 2019, Seamus Coffey, president de l'autoritat irlandesa, va ser elegit nou president.

### Ministre d'Inclusió, Seguretat Social i Migracions
El gener del 2020, Pedro Sánchez el va triar per estar al capdavant del nou Ministeri d'Inclusió, Seguretat Social i Migracions, un departament de nova creació que va assumir les funcions de l'anterior Ministeri de Treball, Migracions i Seguretat Social a tot allò relatiu a l'Administració de la Seguretat Social i les polítiques governamentals sobre migracions i inclusió social, i del Ministeri d'Hisenda, quant a classes passives.
Va ser nomenat pel Rei d'Espanya i va jurar davant aquest el 13 de gener de 2020. Al mateix temps, va cessar com a president de l'AIReF.
El ministre va comparèixer per primera vegada a la Comissió de Treball, Inclusió, Seguretat Social i Migracions del Congrés dels Diputats el 27 de febrer de 2020, on va explicar les línies generals de la política del seu departament. En ella, va explicar, que la gestió del seu ministeri giraria al voltant de tres grans àrees: pensions —garantir un sistema de pensions suficient i sostenible—, polítiques d'inclusió —establir noves polítiques inclusives que redueixin la desigualtat, la incertesa i l'exclusió social— i les migracions —nou marc legal que ordeni i de seguretat al migrant—, totes elles, va afirmar el ministre, buscant un ampli consens.
Una de les mesures que el ministre va proposar en aquesta comissió pel que fa a la inclusió, va ser el disseny d'un ingrés mínim vital (IMV). Aquesta és, va dir el ministre en la compareixença, la política més rellevant que durà a terme la nova Secretaria General d'Objectius i Polítiques d'Inclusió i Previsió Social.
El 2021, després de la caiguda de Kabul en mans dels talibans, que va suposar la creació de facto de l'Emirat Islàmic de l'Afganistan, se li va encarregar al Ministeri d'Inclusió, Seguretat Social i Migracions establir un refugi temporal a la Base Aèria de Torrejón de Ardoz per a tots els col·laboradors afganesos de les Forces Armades Espanyoles durant els gairebé vint anys de desplegament en aquest país. En aquest refugi passarien com a màxim 72 hores, fins que el Ministeri els reubiqués en centres d'acollida. A més, el President del Govern va oferir a Espanya com un centre d'operacions per gestionar l'arribada dels col·laboradors de la Unió Europea, també a l'esmentada base aèria. Les bases de Morón i Rota també es van establir com a centres de refugiats, principalment per als rescatats pels Estats Units.

### Ministre de Transformació Digital

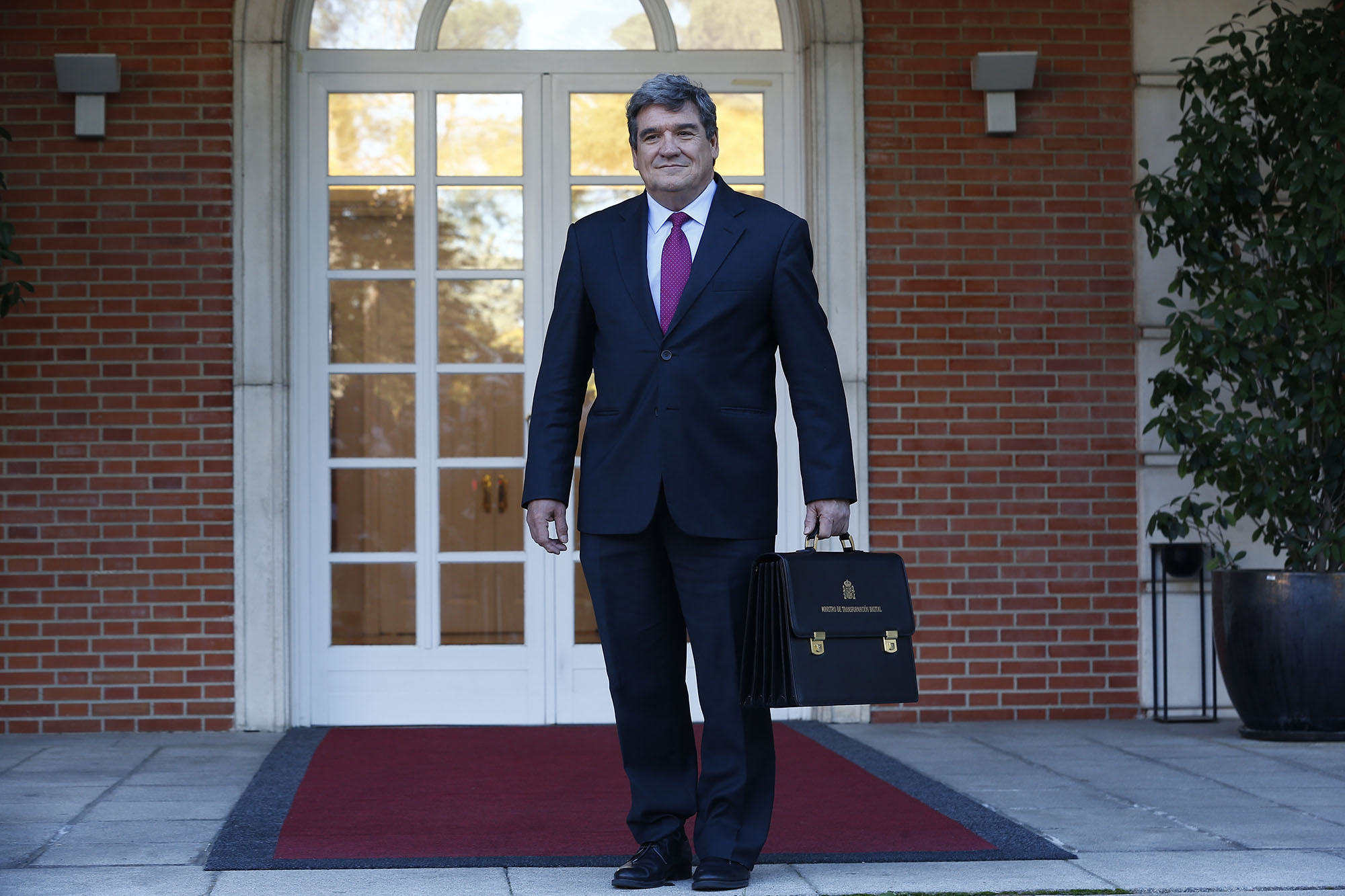
Escrivá com a Ministre de Transformació Digital

El 21 de novembre de 2023, va prendre possessió com a titular del Ministeri de Transformació Digital, una cartera de nova creació que va assumir les competències digitals que anteriorment tenia el Ministeri d'Economia encapçalat per Nadia Calviño. Aquest fet va ser interpretat per alguns mitjans com una manera de mantenir Escrivà en espera que es resolgui la candidatura de Calviño a la presidència del Banc Europeu d'Inversions, que suposaria la seva sortida del Govern i ser reemplaçada per Escrivà.
Finalment, Carlos Cuerpo va assumir la titularitat de la cartera d'Economia, mentre que Escrivà es va mantenir com a ministre de Transformació Digital, augmentant les seves competències en assumir l'àrea de funció pública del Ministeri d'Hisenda.
En el seu breu mandat al capdavant del ministeri —9 mesos—, des d'aquest Departament va impulsar la posada en marxa de l'Agència Espanyola de Supervisió de la Intel·ligència Artificial (AESIA), així com la transformació de la societat Espanyola per a la Transformació Tecnològica ( SETT), un hòlding públic similar a la SEPI però amb l'objectiu d'agrupar i canalitzar tota la inversió estatal en noves tecnologies. També va impulsar la creació d'un Centre d'Indústries de l'Espanyol a La Rioja per impulsar les noves tecnologies en espanyol i va enviar al Congrés una nova llei de Funció Pública per a la seva aprovació.
Més polèmic va ser l'anunci que va fer el 6 de juliol del 2024, informant que el Govern estava desenvolupant una aplicació mòbil anomenada Cartera Digital Beta per tal de restringir l'accés al contingut pornogràfic a internet per als menors d'edat mitjançant l'ús de credencials digitals. Segons el ministre, l'aplicació estaria disponible per al seu ús a finals de setembre del 2024. L'anunci d'aquesta mesura, que va ser anomenada popularment com a «pallaport», va generar controvèrsia a causa dels dubtes sobre la seva eficàcia i les preocupacions sobre la possible invasió de la privadesa dels usuaris.

### Governador del Banc d'Espanya
El 4 de setembre del 2024, el ministre d'Economia va comunicar a la Comissió d'Economia, Comerç i Transformació Digital del Congrés dels Diputats que el Govern proposava a Escrivà com a nou governador del Banc d'Espanya, una decisió personal del president del Govern. La decisió va ser durament criticada pel partit majoritari de l'oposició, encara que el Govern es va emparar que altres càrrecs públics com la presidenta del Banc Central Europeu, Christine Lagarde i el vicepresident, Luis de Guindos, també van ser ministres abans d'assumir un càrrec similar. Posteriorment, el president del Govern va fer un anunci oficial al respecte, lloant el currículum i independència d'Escrivà, i comunicant que Óscar López Águeda seria el nou ministre de Transformació Digital.
Va prendre possessió el 6 de setembre de 2024.

## Publicacions
- La demanda de dinero en España: definiciones amplias de liquidez, en colaboración con Juan José Dolado Llobregad, Madrid, Banco de España, 1991. ISBN 84-7793-089-9
- Ecuaciones de demanda para los nuevos agregados monetarios, en colaboración con Alberto Cabrero y María Teresa Sastre de Miguel, Madrid, Banco de España, 1992. ISBN 84-7793-187-9
- La evolución del control monetario en España, en colaboración con Juan Ayuso Huertas, Madrid, Banco de España, 1993. ISBN 84-7793-256-5
- El mecanismo de transmisión de tipos de interés en España, en colaboración con A.G. Haldane, Madrid, Banco de España, 1994. ISBN 84-7793-299-9